# Manica (Bier)
Manica ist eine Biermarke und Brauerei aus Beira in Mosambik. Sie wurde dort 1959 gegründet und ist seit 1995 eine Marke des mosambikanischen Braukonzerns Cervejas de Moçambique, seinerseits eine SABMiller-Tochter.
Es werden 41.000 Hektoliter im Monat abgefüllt, in Flaschen und Dosen. Seit 2011 wird auch Fassbier hergestellt.

## Geschichte
Die Manica-Brauerei wurde 1959 durch einen portugiesischen Unternehmer als Fabrica de Cerveja da Beira gegründet und nach der hiesigen Region benannt, nach der auch die benachbarte heutige Provinz Manica ihren Namen erhielt.
Das Manica-Bier wurde kaum außerhalb der Region verkauft, war hier aber sehr präsent. Zu Zeiten als portugiesische Kolonie war dieser Strandort ein beliebtes Touristenziel in Mosambik, insbesondere für die weißen Farmer aus dem nahen Rhodesien, die über die Straße durch die Manica-Region oder mit der mosambikanischen Eisenbahn einfach herkommen konnten und zum lokalen Bierkonsum beitrugen.

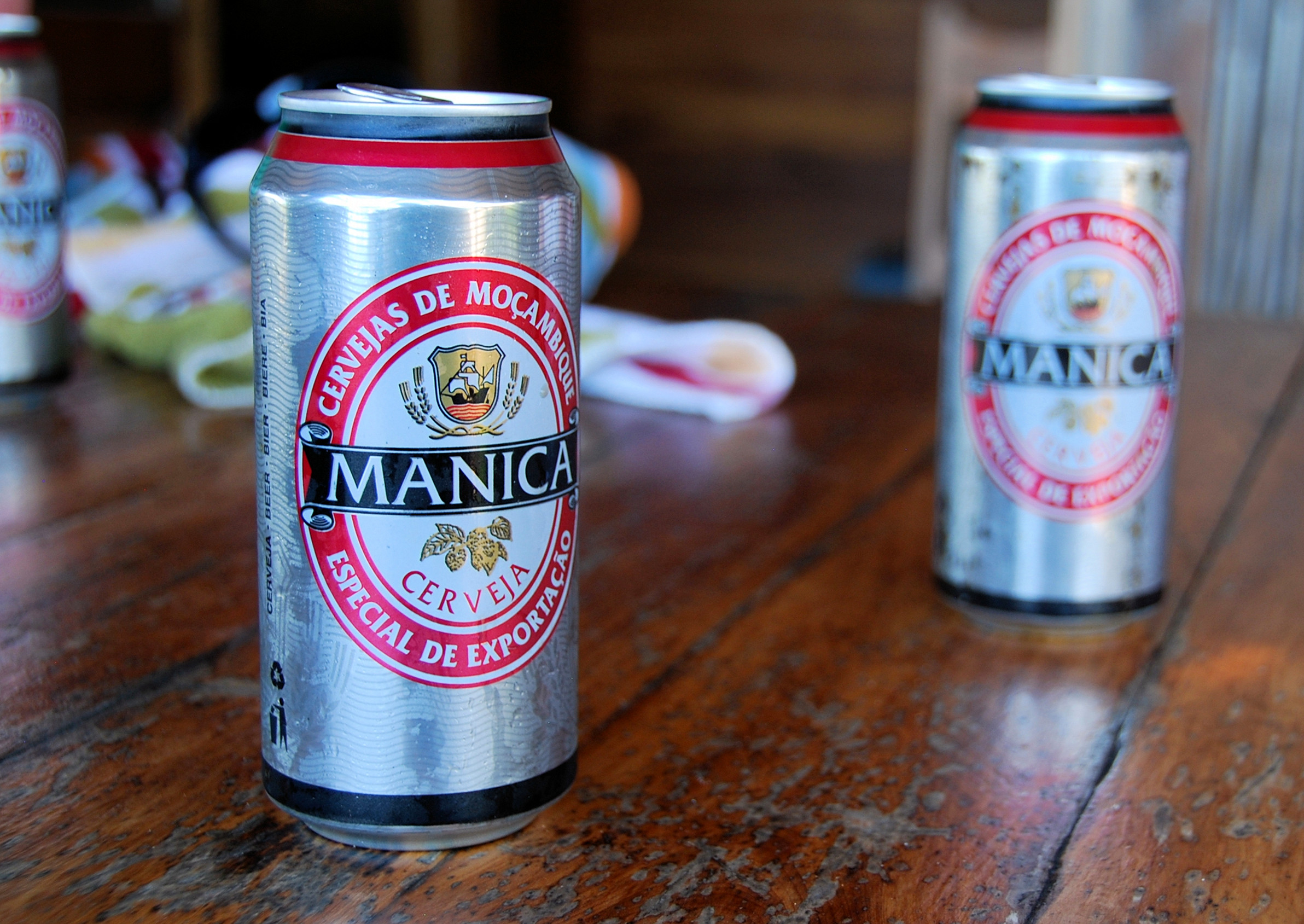
Manica-Bierdosen (2009)

Nach der Unabhängigkeit 1975 und der Ausrufung der Volksrepublik Mosambik wurde die Manica-Brauerei verstaatlicht, parallel zu den Brauereien der Laurentina (Fabrica de Cervejas Reunidas und Fabrica de Cerveja Vitoria) und des 2M-Biers (Fabrica de Cerveja 2M - Mac-Mahon), alle drei in Maputo gelegen.
Nach dem Ende der Volksrepublik 1990 und dem marktwirtschaftlichen Umbau im Land wurde 1995 das Unternehmen Cervejas de Moçambique (CDM) vor allem aus den Brauereien Laurentina und Manica neu geformt und anschließend privatisiert. 49,1 % und die wirtschaftliche Leitung übernahm der internationale Braukonzern SABMiller. Manica blieb als Marke erhalten und wird bis heute weiter in Beira gebraut.
2013 erweiterte und modernisierte CDM die Fábrica De Cerveja Manica in Beira. Sie reduzierte dabei ihren Energieverbrauch und den CO2-Ausstoß und steigerte die Manica-Produktion von zuvor 35.000 auf nunmehr 41.000 Hektoliter im Monat. Täglich können hier nun 24.000 Flaschen abgefüllt werden.